# 제논산
제논산(Xenic acid)은 비활성 기체 화합물중 하나로 삼산화 제논이 물에 용해되어 만들어진다. 화학식은 H2XeO4이다. 강한 산화제이기도 하며, 분해가 될 때 제논, 산소, 오존과 같은 기체들을 다량 방출하기 때문에 매우 위험하다. 제논산의 존재는 1993년 라이너스 폴링에 의해 예견되었다. 유기화학에서 주로 산화제로 쓰인다.
제논산염은 HXeO4-이온을 함유하고 있으며, 과제논산과 제논기체로 분해되려는 경향이 강하다.
2 HXeO4- + 2 OH− → XeO64− + Xe + O2 + 2 H2O
이때 발생되는 에너지는 이원자 산소를 오존으로 만들만큼 충분하다.
3 O2 (g) → 2 O3 (g)